# Plešivec
Plešivec é um município da Eslováquia, situado no distrito de Rožňava, na região de Košice. Tem 62,14 km² de área e sua população em 2018 foi estimada em 2.275 habitantes.

## Demografia
| Ano:        | 1994 | 2004   | 2014   | 2024   |
| ----------- | ---- | ------ | ------ | ------ |
| Broj ljudi: | 2373 | 2417   | 2313   | 2160   |
| Razlika:    |      | +1,85% | -4,30% | -6,61% |

| Ano:               | 2023 | 2024   |
| ------------------ | ---- | ------ |
| Número de pessoas: | 2178 | 2160   |
| Diferença:         |      | -0,82% |